# Meria cylindrica
Meria cylindrica is een vliesvleugelig insect uit de familie Thynnidae. De wetenschappelijke naam van de soort is voor het eerst geldig gepubliceerd in 1793 door Fabricius.